# Adelocera microcephalus
Adelocera microcephalus is een keversoort uit de familie kniptorren (Elateridae). De wetenschappelijke naam van de soort is voor het eerst geldig gepubliceerd in 1858 door Motschulsky.